# Salesianum Zug

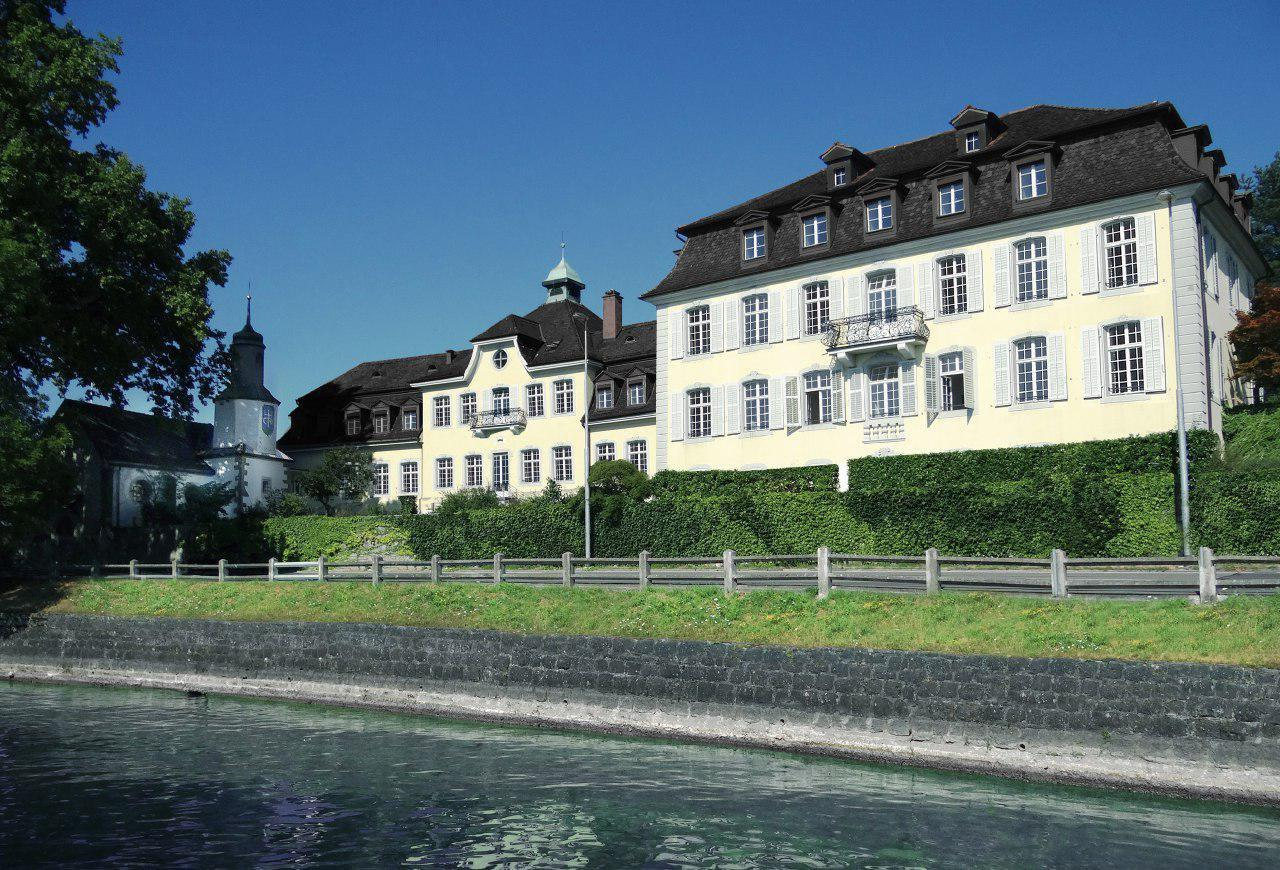
Salesianum Zug, Strassenansicht

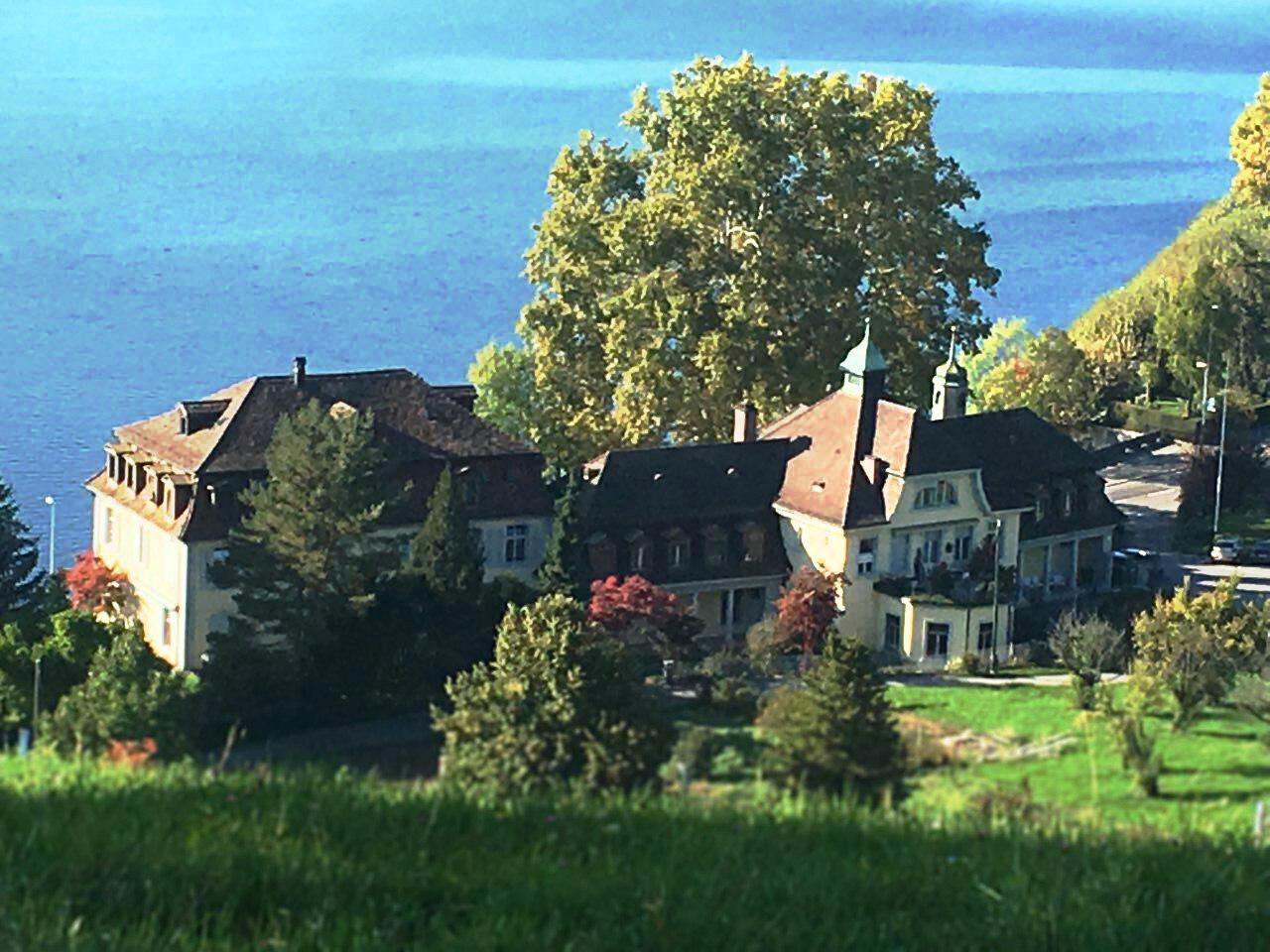
Salesianum Zug, aus dem Osten

Das Salesianum (auch bekannt als St. Karlshof) ist ein historisches Landhaus in Zug. Es ist eines der Kulturgüter des Kanton Zugs und steht unter Schutz. Das Anwesen steht am Ufer des Zugersees in Richtung Oberwil.

## Geschichte
Das Salesianum steht im Ortsteil St. Karl, der nach dem heiligen Karl Borromäus benannt wurde, einem päpstlichen Botschafter. Dieser soll laut einer Sage den Zugersee im Jahre 1570 von dem kleinen Dorf Buonas aus überquert und am St. Karlshof zum ersten Mal Zug betreten haben. In seinem Namen wurde die Kapelle 1615 von Jakob Stocker erbaut. 1637 wurde ein Ersatzbau durch Johann Caspar Weissenbach errichtet.
Im Laufe der Zeit und unter dem Besitz verschiedener Eigentümer wurde der St. Karlshof vergrössert. Die Liegenschaft ging 1744 an den Ratsherrn Johann Kaspar Lutiger, der um 1750 als erste Ergänzung zur Kapelle den heute noch bestehenden grossen Herrschaftssitz errichtete. Zwischen 1750 und 1769 wurde die Anlage um den Mittelbau erweitert, der die Kapelle mit dem Herrenhaus verbindet. 1840 kaufte Peter Zwyssig von Altdorf das Anwesen. Als im gleichen Jahrhundert die Verstaatlichung von Klöstern begann, flüchtete der Bruder von Peter Zwyssig, Alberich Zwyssig, vom Kloster Wettingen zum St. Karlshof. Während seiner Zeit am St. Karlshof schrieb er in der St.-Karl-Kapelle den Schweizerpsalm, die heutige Nationalhymne der Schweiz. Im Jahr 1846 wurde der St. Karlshof an den Handelslehrer Franz Anton Wickard verkauft.
1898 wurde das Anwesen von den Menzinger Schwestern unter der Leitung von Mutter Salesia Strickler gekauft. Die französisch inspirierte Villa und das Herrenhaus wurden zu ihren Ehren in Salesianum umbenannt.
Von 1898 bis 1970 leitete das Institut die Haushaltungsschule Salesianum auf dem Gut. Von 1970 bis 2002 diente das Anwesen weiterhin als Haushaltungsschule für junge Frauen mit Lernschwierigkeiten, später wurde es von der Riverside School gemietet. Im Jahr 2011 übernahm das Immobilienunternehmen Alfred Müller AG die Immobilie. Von 2015 bis 2018 wurde das Anwesen vom Kanton Zug gemietet und diente als Unterkunft für Flüchtlinge und Asylsuchende. 2018 erwarb der Investor Niklas Nikolajsen die Liegenschaft und liess sie umfassend sanieren. 2025 verkaufte er under anderem das zugehörige Herrenhaus.
Das historische Anwesen mit der Kapelle und dem Herrenhaus steht unter Denkmalschutz.

## Architektur
Die verschiedenen Gebäude wurden in unterschiedlichen Epochen gebaut. Das Salesianum-Anwesen besteht aus 
- der Karl-Borromäus-Kapelle (gebaut 1615 resp. 1637),
- dem vom Barock inspirierten Herrenhaus (gebaut 1750) und
- dem französisch inspirierten Mittelbau (gebaut 1750–1769).

Seit 1750 wurden an den Gebäuden laufend Änderungen vorgenommen.